# 布里地区欧热
布里地区欧热（法語：Augers-en-Brie，法語發音：[oʒe ɑ̃ bʁi] ⓘ）是法国法蘭西島大區塞纳-马恩省的一个市镇，属于普罗万区。 

## 地理
布里地区欧热（48°40'49"N, 3°21'26"E）面积13.49 平方千米，位于法国法蘭西島大區塞纳-马恩省，该省份为法国北部内陆省份，北起瓦兹省，西接埃松省、马恩河谷省、塞纳-圣但尼省和瓦兹河谷省，南至卢瓦雷省，东南接约讷省，东临马恩省和奥布省，东北接埃纳省。
与布里地区欧热接壤的市镇（或旧市镇、城区）包括：吕佩勒、桑西莱普罗万、维利耶圣乔治、武尔通、塞尔讷、库尔塔孔、莱马雷。

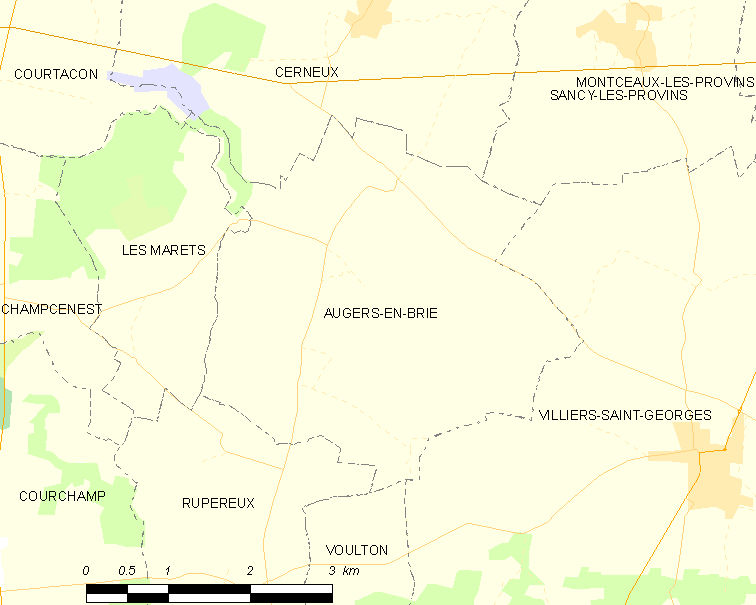
布里地区欧热的OSM定位图

布里地区欧热的时区为UTC+01:00、UTC+02:00（夏令时）。

## 行政
布里地区欧热的邮政编码为77560，INSEE市镇编码为77012。

## 政治
布里地区欧热所属的省级选区为普罗万县。

## 人口

1962-2008年间布里地区欧热人口变化图示

布里地区欧热于2022年1月1日时的人口数量为275人。